# Hans Globke

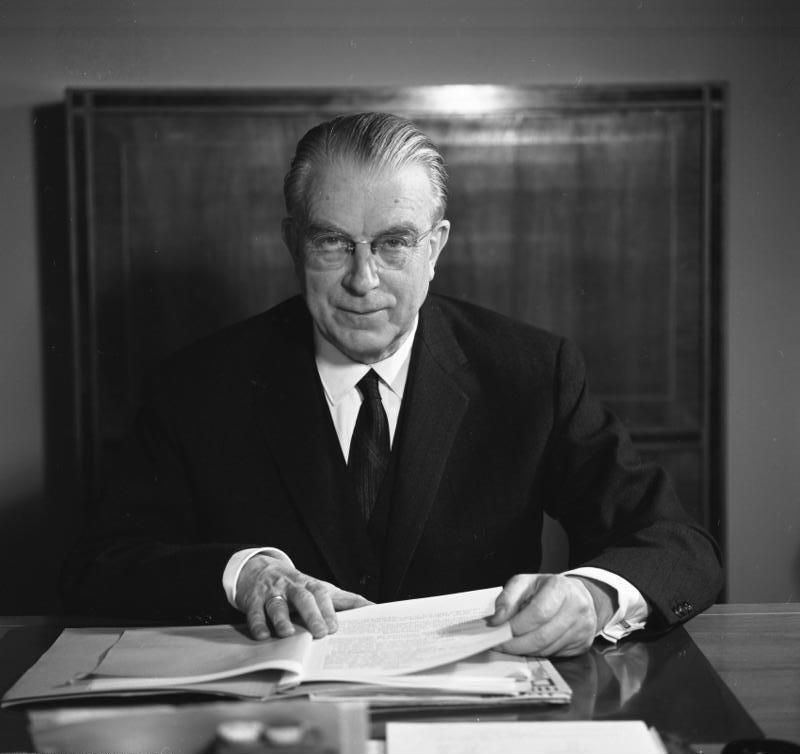
Hans Globke (1963)

Hans Josef Maria Globke (Düsseldorf, 10 september 1898 – Bonn, 13 februari 1973) was een Duits politicus en jurist in overheidsdienst, onder de nazi's nauw betrokken bij de racistische, antisemitische wetgeving, na de oorlog vertrouweling van bondskanselier Adenauer.

## Levensloop
Na afloop van de Eerste Wereldoorlog studeerde Globke rechten en politieke wetenschappen aan de universiteiten van Bonn (Rheinische Friedrich-Wilhelms-Universität) en Keulen. In 1922 promoveerde hij aan de universiteit van Gießen met een verhandeling over de onschendbaarheid van leden van de rijks- en landdagen (‘’ "Die Immunität der Mitglieder des Reichstages und der Landtage"’’). Tijdens zijn studies was hij lid van Katholische Deutsche Studentenverbindung Bavaria Bonn, behorend tot het Cartellverband der katholischen deutschen Studentenverbindungen. Daarna begon hij een carrière bij de overheid.
In 1925 werd hij plaatsvervangend politiepresident in Aken, in 1929 werd hij ambtenaar op het Pruisische ministerie van Binnenlandse Zaken en in 1932 vervolgde hij zijn ambtenarenloopbaan bij het rijksministerie van Binnenlandse Zaken, waartoe hij tot het einde van de Tweede Wereldoorlog in 1945 behoorde.
In de hoedanigheid van ambtenaar op de "Afdeling voor Joodse zaken" schreef hij samen met staatssecretaris Wilhelm Stuckart een commentaar op de (racistische, anti-joodse) Rassenwetten van Neurenberg, waarin motivatie, achtergrond en interpretatie ervan beschreven worden. Algemeen wordt aangenomen dat hij ook aan de opstelling van deze wetten deelgenomen heeft. Zijn commentaar had wel gunstige gevolgen voor de positie van "Mischlinge", die uitgezonderd werden van de maatregelen die golden voor "Volljuden". Hij informeerde ook hoge kerkelijke kringen; Joden die gehuwd waren met een niet-Joodse partner bleven uitgezonderd van deportatie. Nadat Slowakije in 1939 een Duitse satellietstaat werd nam hij daar deel aan de uitwerking van de "Kodex des jüdischen Rechts", waarmee de ontmonding en de onteigening van de joodse bevolking begon. Toen de nazi's tot de volledige uitroeiing van de Joden besloten, nam het hoofd van de Afdeling voor Joodse zaken uit protest ontslag. Globke volgde hem op.
Globke was aanhanger van de Zentrum-partij. Voor zover bekend is hij nooit lid van de NSDAP geweest. Bovendien onderhield hij contact met militaire en civiele kringen van het verzet tegen het naziregime: hij was informant van de Berlijnse bisschop Konrad Graf von Preysing en was via Jakob Kaiser op de hoogte van de coupplannen van de Hitler-opponenten rond Carl Friedrich Goerdeler en Ludwig Beck. In 1945 verhinderde het oprukken van de geallieerden zijn arrestatie door de nationaalsocialisten.
In de jonge Bondsrepubliek werd Globke eerst ‘Ministerialdirigent’ (soort afdelingsleider) in het kanseliersambt (bij kanselier Konrad Adenauer) en in 1953 promoveerde hij er tot staatssecretaris (tot het bereiken van de pensioengerechtigde leeftijd in 1963). In deze functie behoorde hij tot de vertrouwelingen van de kanselier, en er wordt aangenomen dat Globke, op de achtergrond aan de touwtjes trekkend, een van de belangrijkste steunpilaren voor Adenauers "Kanzlerdemokratie" was. Globke organiseerde de kabinetszittingen en bepaalde de agenda ervan. Alle afspraken met de kanselier verliepen via Globkes bureau.

## Showproces in 1963

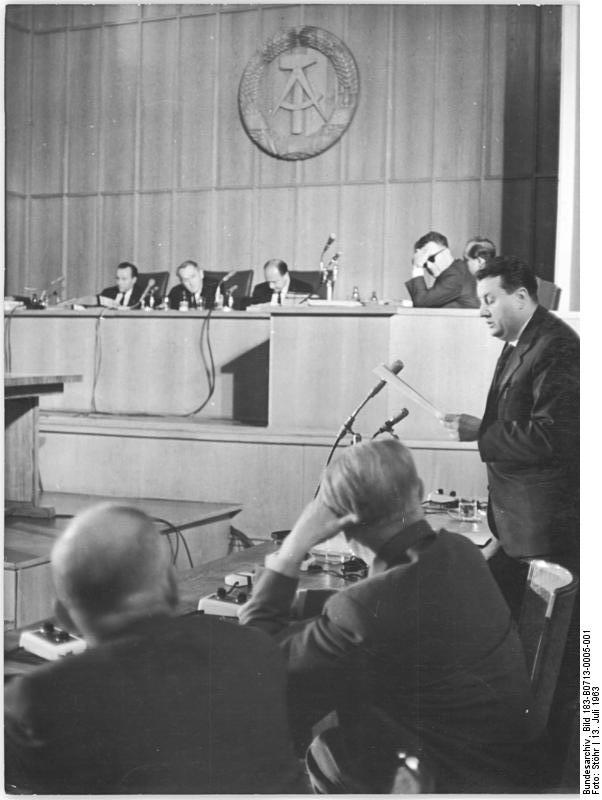
Het Globke-proces in 1963

In 1963 werd hij bij verstek door het opperste gerechtshof van de DDR in een showproces, dat de "Wesensgleichheit des Bonner Regimes" met de terreurstaat van Hitler moest aantonen, tot levenslang veroordeeld.
Basis voor deze veroordeling was zijn medewerking tijdens het naziregime aan wetgeving die de juridische basis vormde voor de Jodenvervolging en de germanisering van de bezette gebieden in Oost-Europa.
Globke was wegens zijn betrokkenheid bij het naziregime ook in de Bondsrepubliek een omstreden figuur. Door sommigen werd hij er zelfs van verdacht naar een heropleving van het naziregime te streven. Zijn open samenwerking en blijvende vriendschap met een aantal personen die ook in het Derde Rijk belangrijke posities ingenomen hadden en die hij in het nieuwe bestuur opnam werden hem vaak kwalijk genomen. Zo legde hij contact tussen Reinhard Gehlen en Adenauer. Gehlen was een generaal-majoor van de Duitse Wehrmacht die tijdens de Tweede Wereldoorlog verantwoordelijk was voor de inlichtingendienst aan het oostelijk front en na de oorlog door de Amerikaanse militaire inlichtingendienst aangetrokken werd om een spionageafdeling tegen de Sovjet-Unie op te zetten. In 1956 werd de "Organisation Gehlen", waarin volgens sommigen vele SS'ers en nazi's onderkomen gevonden hadden, omgevormd tot de Bundesnachrichtendienst en kwam onder directe leiding van staatssecretaris Globke te staan.
Als veiligheidsadviseur van de kanselier werd Globke steeds meer de verbindingsman tussen de geheime diensten van de Bondsrepubliek, de Verenigde Staten en de NAVO, waarbij zijn verleden een potentieel veiligheidsrisico was. Hoewel de Bundesnachrichtendienst Adolf Eichmann in 1958 op het spoor was en de CIA hierover informeerde, werd hierop geen actie ondernomen. Gevreesd werd dat Eichmann belastende informatie had over Globke. In Argentinië had Eichmann zijn memoires op papier gezet en was uitgebreid geïnterviewd door de Nederlandse SS'er Willem Sassen. Deze memoires werden voor publicatie in het Amerikaanse tijdschrift Life door de CIA gescreend. Er bleek slechts een verwijzing naar Globke in te staan, die niet gepubliceerd werd.
Adenauer bleef Globke tot het einde van zijn kanselierschap steunen. "Man schüttet kein schmutziges Wasser weg, solange man kein sauberes hat", zou Adenauer over zijn staatssecretaris gezegd hebben. Kort na het aftreden van Adenauer in 1963 werd Globke onderscheiden met het Grootkruis van Verdienste van de Bondsrepubliek.
- Bibsys: 8003488
- Biblioteca Nacional de España: XX1736451
- Bibliothèque nationale de France: cb15597313f (data)
- Gemeinsame Normdatei: 118539779
- International Standard Name Identifier: 0000 0001 0903 1549
- Library of Congress Control Number: n90624155
- Nationale Bibliotheek van Tsjechië: osa2017966068
- Nationale Bibliotheek van Israël: 987007261716705171
- Nationale Bibliotheek van Polen: a0000002214529
- Nederlandse Thesaurus van Auteursnamen: 105462225
- Istituto Centrale per il Catalogo Unico: UBOV074540
- SNAC: w6b92w7p
- Système universitaire de documentation: 076767779
- Virtual International Authority File: 54939901
- WorldCat: E39PBJwXbVCg4djhRT4t3HJFKd